# Motorluftschiff-Studiengesellschaft
Luftschiffe wurden zu Beginn des 20. Jahrhunderts im militärischen und zivilen Bereich als zukunftsweisend betrachtet. Zur Erforschung dieser Technologie wurde in Berlin am 31. August 1906 die Motorluftschiff-Studiengesellschaft m.b.H (MStG) mit Sitz in Berlin W 30, Nollendorfplatz, gegründet. Ihr Stammkapital betrug 1 Million Mark. Vorsitzender der Gesellschaft war der ehemalige Staatssekretär im Reichsmarineamt Admiral Friedrich von Hollmann, Geschäftsführer war Hauptmann Richard von Kehler. Im Aufsichtsrat der Gesellschaft befanden sich unter anderem auch Emil und Walther Rathenau. Die MStG erwarb ein Luftschiff von Major August von Parseval sowie all dessen Patente. Von Parseval wurde im November 1906 2. Geschäftsführer der MStG. Die Gesellschaft errichtete eine Luftschiffhalle auf dem Tegeler Schießplatz direkt neben den beiden Hallen des preußischen Luftschifferbataillons.
Ende 1907 beschloss die MStG die Errichtung einer Luftschiffhalle in Bitterfeld, in die sie im Dezember 1908 ihren technischen Betrieb verlegte. Der Ort war mit Bedacht gewählt, da in Bitterfeld der für die Luftschifffahrt so wichtige Wasserstoff als Nebenprodukt der Chlor-Elektrolysen in großen Mengen anfiel. Die Halle hatte eine Höhe von 25 m und eine Grundfläche von 25 m × 75 m. Dort fand der Umbau des von Parseval erworbenen Luftschiffes statt. Erfolgreiche Flugvorführungen bescherten der MStG den Auftrag zum Bau eines weiteren Luftschiffs, das unter der Bezeichnung P I von der preußischen Heeresverwaltung übernommen wurde.
Am 30. April 1908 kam es in Berlin W 30, Nollendorfplatz 3 zur Gründung der Luftfahrzeug-Gesellschaft m.b.H. (LFG). Am Stammkapital der Gesellschaft waren die MStG, die AEG, Friedrich Krupp und die Elektrochemischen Werke Bitterfeld beteiligt. Gegenstand des Unternehmens waren „Herstellung, Vertrieb und Verwendung von Luftfahrzeugen.“ Die gesamten Bitterfelder Betriebsanlagen der MStG gingen in den Besitz der LFG über. Die MStG wurde 1911 aufgelöst, nachdem das Betriebskapital aufgebraucht war.